# Bogusze-Litewka
Bogusze-Litewka [bɔˈɡuʂɛ liˈtɛfka] est un village polonais de la gmina de Grodzisk dans le powiat de Siemiatycze et dans la voïvodie de Podlachie.